# Lista över fornlämningar i Arjeplogs kommun
Lista över fornlämningar i Arjeplogs kommun är en förteckning av ett urval av de fornlämningar som finns i Arjeplogs kommun.

## Arjeplog
| Namn            | Lämningstyp                 | Tillkomsttid | Historisk indelning | Plats | Läge                 | ID-nr          | Bild                                 |
| --------------- | --------------------------- | ------------ | ------------------- | ----- | -------------------- | -------------- | ------------------------------------ |
| Arjeplog 96:1   | Stensättning                |              | Arjeplog, Lappland  |       | 65.732261, 18.002754 | 10016000960001 | Ladda upp en bild av detta fornminne |
| Arjeplog 369:1  | Grav- och boplatsområde     |              | Arjeplog, Lappland  |       | 66.125076, 17.839514 | 10016003690001 | Ladda upp en bild av detta fornminne |
| Arjeplog 406:1  | Röse                        |              | Arjeplog, Lappland  |       | 66.079504, 18.227964 | 10016004060001 | Ladda upp en bild av detta fornminne |
| Arjeplog 410:1  | Stensättning                |              | Arjeplog, Lappland  |       | 66.086543, 17.885088 | 10016004100001 | Ladda upp en bild av detta fornminne |
| Arjeplog 1024:1 | Grav markerad av sten/block |              | Arjeplog, Lappland  |       | 66.454713, 17.420037 | 10016010240001 | Ladda upp en bild av detta fornminne |
| Arjeplog 1024:2 | Grav markerad av sten/block |              | Arjeplog, Lappland  |       | 66.454713, 17.420037 | 10016010240002 | Ladda upp en bild av detta fornminne |
| Arjeplog 1113:1 | Grav markerad av sten/block |              | Arjeplog, Lappland  |       | 66.531858, 17.304265 | 10016011130001 | Ladda upp en bild av detta fornminne |
| Arjeplog 1713:1 | Stensättning                |              | Arjeplog, Lappland  |       | 66.737801, 16.925136 | 10016017130001 | Ladda upp en bild av detta fornminne |
| Arjeplog 1944:1 | Stensättning                |              | Arjeplog, Lappland  |       | 66.031607, 17.762618 | 10016019440001 | Ladda upp en bild av detta fornminne |
| Arjeplog 3851   | Stensättning                |              | Arjeplog, Lappland  |       | 65.881817, 17.993917 | 12000000084445 | Ladda upp en bild av detta fornminne |
| Arjeplog 4051   | Stensättning                |              | Arjeplog, Lappland  |       | 65.934946, 17.200719 | 12000000130014 | Ladda upp en bild av detta fornminne |